# Centrale nucleare di Taipingling
La centrale nucleare di Taipingling, conosciuta anche come centrale nucleare di Huizhou è una centrale nucleare cinese situata presso la città di Huizhou, nella provincia di Guangdong. La centrale sarà equipaggiata con 6 reattori HPR1000.